# Handley Page HP.47
El Handley Page HP.47 fue un monoplano de ala baja británico construido para cubrir una especificación del Ministerio del Aire por un bombardero y torpedero de propósito general. Sólo se construyó un ejemplar.

## Diseño y desarrollo
El Handley Page HP.47 fue la propuesta de la compañía a la Especificación G.4/31 del Ministerio del Aire, que solicitaba un avión monomotor de propósito general para reemplazar al Vickers Vincent en su papel imperial, para actuar como bombardero desde pistas no preparadas y como torpedero en los Trópicos, particularmente desde Adén. A Handley Page se le concedió un contrato por un prototipo; su diseñador, Gustav Lachmann, había estudiado el progreso de los monoplanos alemanes en nombre de la compañía, por lo que no es sorprendente que el HP.47 utilizara métodos constructivos similares a los de compañías como Junkers. También se había interesado en el uso de secciones alares gruesas, como la RAF34, para la que el centro de presión se movía poco con el ángulo de ataque, haciendo más fácil el diseño de alas monoplano de un solo larguero.
El HP.47 era un monoplano de ala baja en voladizo. Por delante del único larguero, el ala estaba recubierta con metal sujeto a esfuerzos, formando una caja de torsión. Por detrás del larguero, estaba recubierta de tela, llevando el borde de fuga flaps interiores, desde el carenado de la raíz hasta los alerones, aunque la sección central estaba totalmente recubierta de metal. El borde de ataque tenía slats en tres secciones para formar slots en toda la envergadura cuando estaban extendidos. El par interior se abría cuando se bajaban los flaps, y los slots externos eran automáticos, con deflectores conectados a los alerones para proporcionar control lateral a altos ángulos de ataque. Detrás del motor radial Bristol Pegasus IM3, que producía 485 kW (650 hp) y estaba encerrado bajo un anillo Townend, el fuselaje semimonocasco de recubrimiento corrugado crecía en diámetro hasta la cabina del piloto a media ala, luego permanecía constante hacia atrás hasta el puesto del artillero. Este se sentaba mirando hacia atrás por debajo de la línea superior del fuselaje y fuera de la estela de la hélice, en un punto donde el fuselaje descendía hasta un delgado y estrecho botalón oval. Existía espacio útil dentro del fuselaje, entre las cabinas, suficiente para llevar tres pasajeros o dos camillas. Todas las superficies de cola se movían; el empenaje, montado por delante del plano de cola, se movía con el timón compensado, pero en pequeños ángulos, cambiando la curvatura, y el plano de cola y el único elevador estaban igualmente acoplados. Estas superficies traseras de control estaban recubiertas de metal corrugado sujeto a esfuerzos. La Especificación G.4/31 incluía el lanzamiento de torpedos, por lo que la parte inferior del avión debía estar libre y con depósitos de combustible alares; el tren de aterrizaje era fijo. Las patas estaban montadas al final de la sección central, cada una con un soporte trasero y un largo soporte de arriostramiento hacia afuera, hasta el larguero principal. Estos soportes estaban carenados, así como las ruedas principales y de cola. Las ruedas principales fueron equipadas con frenos.
El primer vuelo, sin el anillo Townend, ni los carenados de las ruedas ni del tren de aterrizaje, fue el 27 de noviembre de 1934. Tras varias modificaciones, incluyendo el abandono de la carlinga deslizante hacia delante de la cabina delantera, la extensión del timón y el equilibrio por masas del elevador. Las pruebas a carga militar completa y con el Pegasus IM3 reemplazado por un más potente IIIM3 se realizaron en RAF Martlesham Heath dentro de las pruebas de la G.4/31. La principal crítica fue la falta de estabilidad longitudinal y la consecuente dificultad de compensación. El ganador de la competición fue el Vickers Type 246, puesto en producción como Vickers Wellesley. El HP.47 continuó volando en el Royal Aircraft Establishment (RAE), probando su combinación de slots, deflectores y flaps a baja velocidad; fue usado para el desarrollo de motores, volando hasta mayo de 1937.

## Operadores
Reino Unido
- Real Fuerza Aérea

## Especificaciones (configuración de propósito general)
Referencia datos: Handley Page Aircraft since 1907

### Características generales
- Tripulación: Dos (piloto y artillero)
- Longitud: 11,5 m (37,6 ft)
- Envergadura: 18 m (59,1 ft)
- Superficie alar: 40,7 m² (438,1 ft²)
- Peso vacío: 2432 kg (5360,1 lb)
- Peso cargado: 3496 kg (7705,2 lb)
- Planta motriz: 1× motor radial de nueve cilindros refrigerado por aire Bristol Pegasus IIIM.
  - Potencia: 510 kW (703 HP; 694 CV)
- Hélices: Bipala de madera de paso fijo

### Rendimiento
- Velocidad máxima operativa (Vno): 259 km/h (161 MPH; 140 kt)
- Alcance: 2010 km (1085 nmi; 1249 mi)
- Techo de vuelo: 6100 m (20 013 ft)

### Armamento
- Ametralladoras: 

  - 1x Vickers de 7,7 mm fija de fuego frontal
  - 1x Lewis de 7,7 mm flexible en un montaje de alta velocidad en la cabina trasera

## Aeronaves relacionadas

### Aeronaves similares
- Fairey G.4/31
- Parnall G.4/31

### Secuencias de designación
- Secuencia HP._ (interna de Handley Page): ← HP.44 - HP.45 - HP.46 - HP.47 - HP.48 - HP.49 - HP.50 →